# Cinara covassii
Cinara covassii är en insektsart som beskrevs av Binazzi 1991. Cinara covassii ingår i släktet Cinara och familjen långrörsbladlöss. Inga underarter finns listade i Catalogue of Life.